# Mariene ecoregio Oost-Antarctisch Koningin Maudland
De Mariene ecoregio Oost-Antarctisch Koningin Maudland (226) (Engels: East Antarctic Dronning Maud Land marine ecoregion) is een biogeografische regio en ligt in de Zuidelijke Oceaan in de Mariene provincie Continentaal Hoog Antarctica (61) in het Marien rijk Zuidelijke Oceaan. De mariene ecoregio is vastgesteld door het World Wide Fund for Nature en The Nature Conservancy en is vernoemd naar Koningin Maudland.
In het oosten grenst het gebied aan de mariene ecoregio Oost-Antarctisch Enderbyland (225) en in het westen aan de mariene ecoregio Weddellzee (227).

## Geografie
De mariene ecoregio ligt in de Zuidelijke Oceaan voor de kust van Koningin Maudland van Antarctica in Oost-Antarctica. Het gebied strekt zich uit van nabij de kust bij het Neumayer-Station III tot de kust ten westen van de Scott Mountains.
Door het gebied stroomt voor de kust de oostenwinddrift.

## Biogeografie
Het gebied kent zeeleven dat houdt van arctische temperaturen.